# آفتاب‌پرست سنگالی
آفتاب‌پرست سنگالی (نام علمی: Chamaeleo senegalensis) نام یک گونه از تیره آفتاب‌پرست است.